# Todo lo que tengo lo llevo conmigo

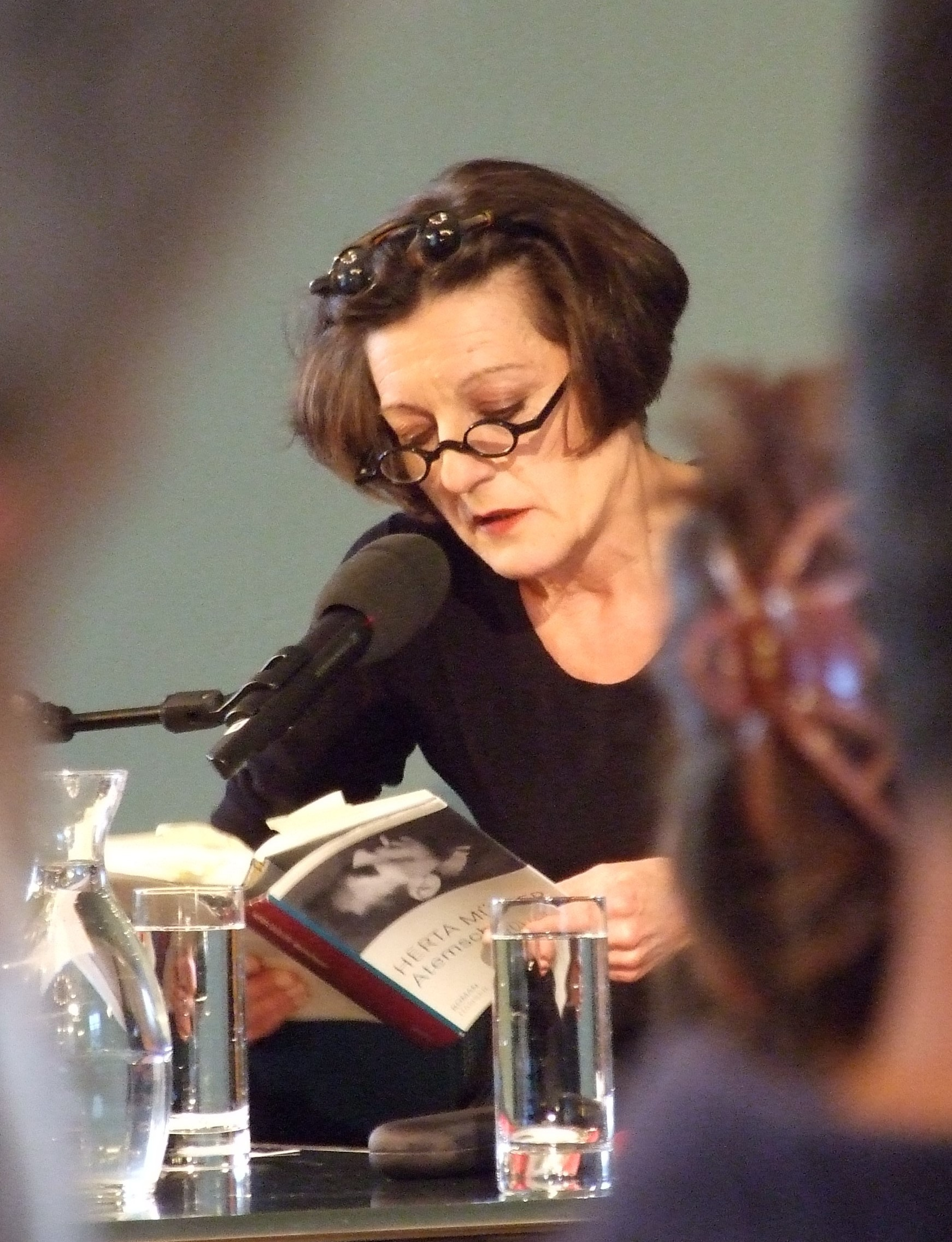
Herta Müller leyendo fragmentos de Todo lo que tengo lo llevo conmigo, en Fráncfort del Meno, 2009.

Todo lo que tengo lo llevo conmigo (en alemán: Atemschaukel; 2009) es un poema en prosa de 304 páginas escrito por Herta Müller.

## Sumario
La obra retrata la persecución contra los alemanes étnicos en Rumanía por parte del régimen estalinista de la Unión Soviética, y trata profundamente los deportes forzados a germano-rumanos en campos de trabajo forzado de la Unión Soviética por las tropas de ocupación soviética durante y después de 1945. La novela cuenta la historia de la juventud en Sibiu, Transilvania, de Leo Auberg, que es deportado a los 17 años a un campo de trabajo forzado Soviético en Novogorlovka, Ucrania, donde permanece durante 5 años.
Se basa principalmente en las experiencias del poeta Oskar Pastior y otros supervivientes, junto con la madre de Müller misma.

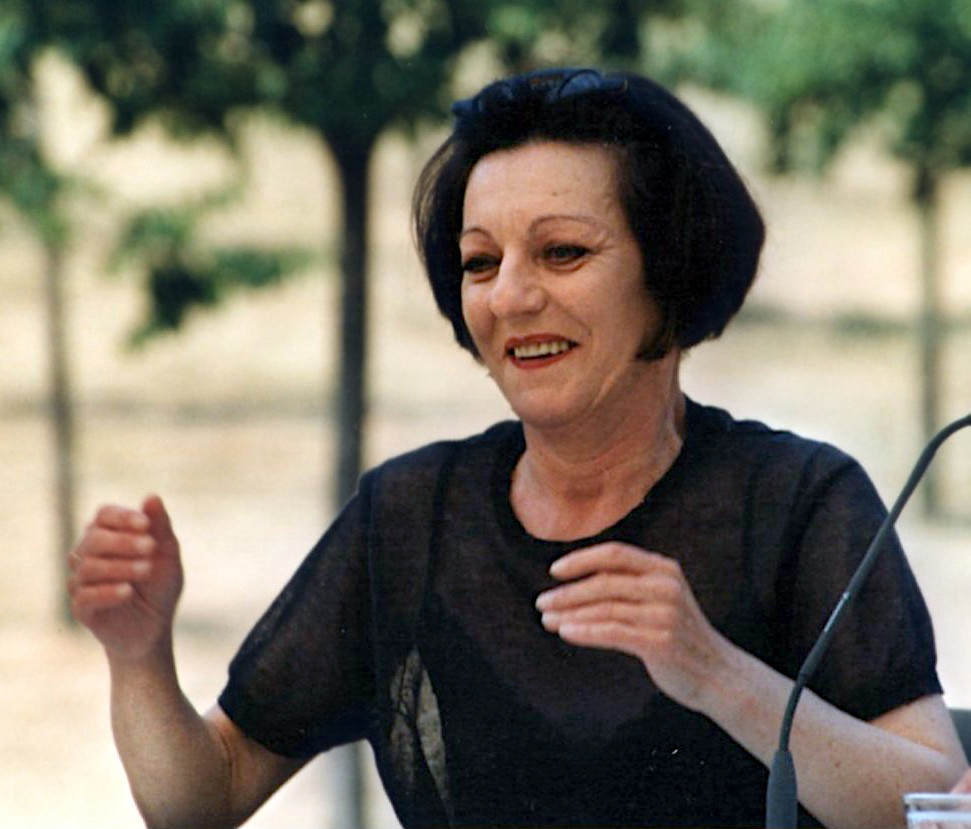
Leyendo "Atemschaukel", Potsdam, julio de 2010.